# Leptocimex
Leptocimex is een geslacht van wantsen uit de familie van de Cimicidae (Bedwantsen). Het geslacht werd voor het eerst wetenschappelijk beschreven door Roubaud in 1913.

## Soorten
Het genus bevat de volgende soorten:

- Leptocimex boueti (Brumpt, 1910)
- Leptocimex duplicatus Usinger, 1959
- Leptocimex inordinatus Ueshima, 1968
- Leptocimex spectans Lent, 1941
- Leptocimex vespertilionis Ferris & Usinger, 1957